# Şehsuvar Hanim
Şehsuvar Hanım (turco ottomano: شهسوار خانم, lett. "eroina intrepida", anche nota come Şehsuvar Kadın; Istanbul o Circassia, 2 maggio 1881 – Parigi, 1945) è stata la prima consorte del califfo ottomano Abdülmecid II.

## Biografia
Di origini turco-circasse, della tribù Ubuh, Şehsuvar Hanım nacque il 2 maggio 1881 nell'Impero ottomano, a Istanbul o in Circassia. Non sono note informazioni sui suoi genitori, né il suo nome originale o come entrò alla corte ottomana.  
Sposò il futuro califfo Abdülmecid II il 22 dicembre 1896, all'età di quindici anni. I due ebbero un figlio, Şehzade Ömer Faruk.  
Nel 1920, Şehsuvar aiutò suo figlio a ottenere il permesso di sposare Sabiha Sultan, figlia del cugino paterno, il sultano Mehmed VI. Il permesso era stato inizialmente rifiutato a causa di dissidi fra le due famiglie, risalenti alla deposizione e alla morte controversa del sultano Abdülaziz, padre di Abdülmecid II, ma Şehsuvar, insieme a Nazikeda Kadın, la madre di Sabiha, riuscì a fargli cambiare idea. Il matrimonio si tenne il 29 aprile 1920. 

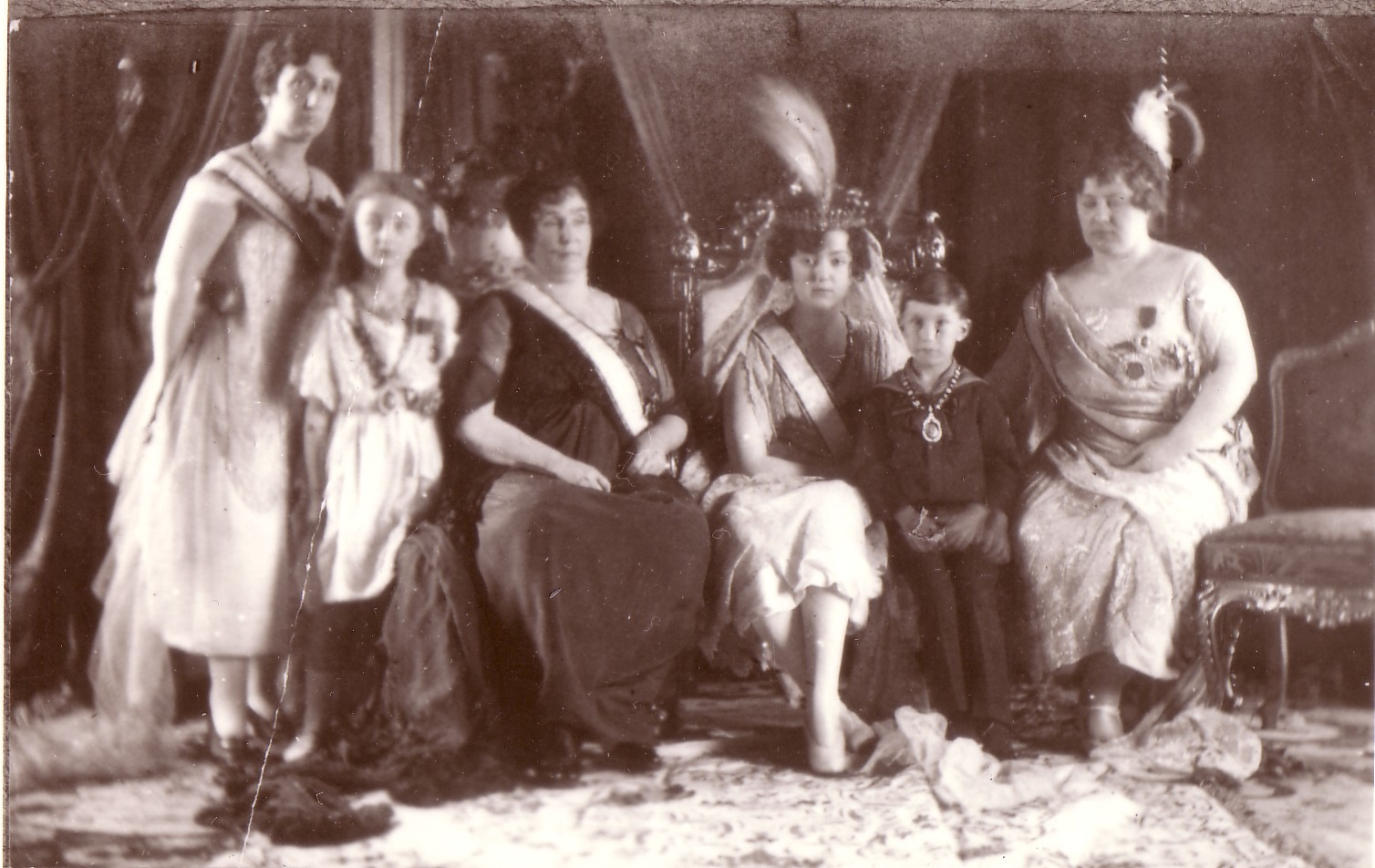
Şehsuvar Hanım (estrema destra) il giorno del matrimonio di suo figlio, insieme alla sposa Sabiha (terza da destra). Con loro, da destra a sinistra: Şehzade Mehmed Ertuğrul, fratellastro di Sabiha, sua madre Nazikeda, Dürrüşehvar Sultan, figliastra di Şehsuvar, e Ulviye Sultan, sorella di Sabiha

Şehsuvar era una violinista di talento e a volte si esibiva per suo marito, accompagnata da Mehisti Hanım al secondo violino e Hayrünnisa Hanım al violoncello, due delle altre tre consorti di Abdülmecid. 
Nel 1922 il sultanato fu abolito e suo marito fu scelto per ricoprire la carica religiosa simbolica di califfo, tuttavia due anni dopo anche questa fu abolita e nel marzo 1924 l'intera dinastia ottomana fu esiliata. Abdülmecid II e le sue consorti vissero prima in Svizzera e poi a Nizza, con la compagnia di Şehzade Ömer Faruk, sua moglie Sabiha, con la madre di lei, e le loro tre figlie. Nel 1938, tuttavia, Faruk e la sua famiglia si trasferirono ad Alessandria d'Egitto. 
Durante gli anni a Nizza Şehsuvar ebbe problemi con la tata della sua nipote più giovane, Necla Sultan. Behzade Kalfa, infatti, non la sopportava e cercava continuamente di istigare Necla contro di lei. 
Şehsuvar era una donna abbastanza istruita per una donna nella sua posizione: oltre al turco ottomano, parlava fluentemente il francese e ed era in grado di comunicare anche in inglese. 
Şehsuvar morì nel 1945 a Parigi, un anno dopo il marito. Venne sepolta nel cimitero di Bobigny.

## Discendenza
Da Abdülmecid II, Şehsuvar ebbe un solo figlio:
- Şehzade Ömer Faruk (27 febbraio 1898 - 28 marzo 1969). Si sposò due volte (entrambe le volte con una principessa ottomana sua cugina, prima Sabiha Sultan, figlia di Mehmed VI; poi Mihrişah Sultan, nipote di Abdülaziz I come era lui stesso) ed ebbe tre figlie dalla prima moglie.

## Rappresentazioni

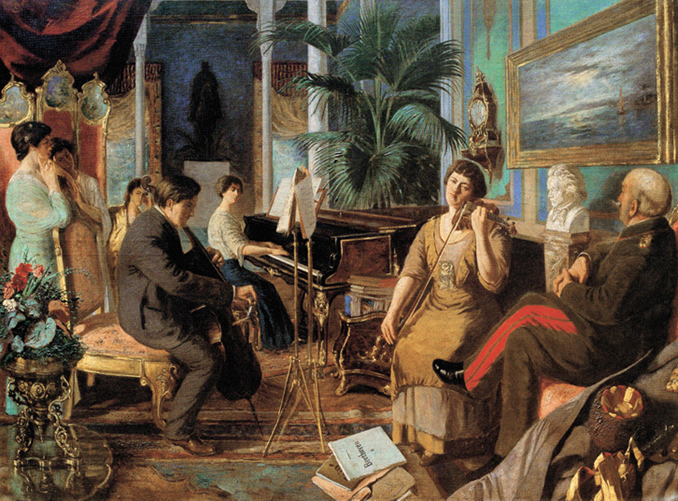
Harmony in the harem, Abdülmecid II, 1915. Şehsuvar è la donna che suona il violino sul lato destro del dipinto

Abdülmecid II era un appassionato pittore e sua moglie Şehsuvar era uno dei suoi soggetti preferiti.  
Il grande dipinto che fece di lei nel 1898, Goethe in the harem, è una delle sue opere più famose, anche se in seguito sua nipote Neslişah Sultan dichiarò, nel 2002, che il ritratto non era molto somigliante alla vera Şehsuvar. Va tuttavia notato che Neslişah nacque nel 1921, quasi venticinque anni dopo la realizzazione del dipinto, che rappresenta Şehsuvar a diciassette anni, e che i suoi ricordi della nonna risalgono, presumibilmente, ad almeno quindici anni dopo, quando Şehsuvar era oltre la cinquantina.  
Şehsuvar compare anche in un dipinto del marito datato 1915, intitolato Harmony in the harem/Bethoveen in the harem, dove la si vede intenta a suonare il violino.